# Décès en juillet 2001
Décès
- 1997
- 1998
- 1999
- 2000
- 2001
- 2002
- 2003
- 2004
- 2005

Pour une information complémentaire, voir la page d'aide.

| Date        | Nom                        | Activités                                                          | Âge | Source |
| ----------- | -------------------------- | ------------------------------------------------------------------ | --- | ------ |
| 1er juillet | John Maurice Scott         | Humanitaire fidjien                                                | 53  | (en)   |
| 2 juillet   | Jack Gwillim               | Acteur britannico-américain.                                       | 91  |        |
| 3 juillet   | Billy Liddell              | Footballeur international écossais.                                | 79  |        |
| 4 juillet   | Anne Yeats                 | Peintre, costumière et scénographe irlandaise                      | 82  | (en)   |
| 9 juillet   | Arie van Vliet             | Coureur cycliste néerlandais                                       | 85  |        |
| 11 juillet  | Herman Brood               | Musicien, peintre, acteur et poète néerlandais                     | 54  |        |
| 12 juillet  | Paul Magloire              | Homme politique et militaire haïtien                               | 93  |        |
| 12 juillet  | Dora Emilia Mora de Retana | Botaniste costaricienne                                            | 61  |        |
| 12 juillet  | George Pemba               | Peintre et écrivain sud-africain                                   | 89  | (en)   |
| 14 juillet  | Guy de Lussigny            | Peintre français                                                   | 71  |        |
| 16 juillet  | Morris (auteur)            | Dessinateur de bandes dessinées belge                              | 77  |        |
| 16 juillet  | James Poncet               | Footballeur français.                                              | 75  |        |
| 19 juillet  | Charles King (cyclisme)    | Coureur cycliste britannique                                       | 90  |        |
| 21 juillet  | Carlo Bo                   | Intellectuel, universitaire et historien italien de la littérature | 90  |        |
| 21 juillet  | Mosambaye Singa Boyenge    | Militaire et homme d'État congolais                                | 68  |        |
| 25 juillet  | Phûlan Devî                | Femme politique indienne                                           | 37  |        |
| 26 juillet  | Laurent-Pierre Baden       | Footballeur français.                                              | 66  |        |
| 26 juillet  | Hyrum Rex Lee              | Homme politique américain                                          | 91  | (en)   |
| 26 juillet  | Giuseppe Maria Sensi       | Cardinal italien                                                   | 94  |        |
| 28 juillet  | Jean-Paul Savigny          | Peintre français                                                   | 68  |        |
| 29 juillet  | Edward Gierek              | Homme politique polonais                                           | 88  |        |
| 30 juillet  | Berthe Labille             | Féministe belge.                                                   | 96  |        |
| 31 juillet  | Poul Anderson              | Écrivain américain de science-fiction et de fantasy.               | 74  |        |
| 31 juillet  | Francisco da Costa Gomes   | Militaire et homme politique portugais                             | 87  |        |